# Världsmästerskapet i cricket för herrar
Världsmästerskapet i cricket för herrar (engelska: ICC Cricket World Cup), spelas sedan 1975, och anordnas av ICC. Man tävlar i endagscricket på formen One Day International (ODI), vilket innebär maximalt 50 overs per innings och en innings per lag.

## Världsmästare
| Mästerskap | Arena                               | Vinnare    | Tvåa        | Not |
| ---------- | ----------------------------------- | ---------- | ----------- | --- |
| 1975       | Lord's Cricket Ground, London       | Västindien | Australien  |     |
| 1979       | Lord's Cricket Ground, London       | Västindien | England     |     |
| 1983       | Lord's Cricket Ground, London       | Indien     | Västindien  |     |
| 1987       | Eden Gardens, Kolkata               | Australien | England     |     |
| 1992       | Melbourne Cricket Ground, Melbourne | Pakistan   | England     |     |
| 1996       | Gaddafi Stadium, Lahore             | Sri Lanka  | Australien  |     |
| 1999       | Lord's Cricket Ground, London       | Australien | Pakistan    |     |
| 2003       | Wanderers Stadium, Johannesburg     | Australien | Indien      |     |
| 2007       | Kensington Oval, Bridgetown         | Australien | Sri Lanka   |     |
| 2011       | Wankhede Stadium, Mumbai            | Indien     | Sri Lanka   |     |
| 2015       | Melbourne Cricket Ground, Melbourne | Australien | Nya Zeeland |     |
| 2019       | Lord's Cricket Ground, London       | England    | Nya Zeeland |     |
| 2023       |                                     |            |             |     |

### Fotnoter
1. ↑  Mark Mitchener (25 januari 2013). ”ICC Women's World Cup 2013 tournament guide” (på engelska). BBC. http://www.bbc.com/sport/cricket/21084474. Läst 7 januari 2017.